# Hemimastodon crepusculi
Hemimastodon crepusculi és una espècie de proboscidi extint que visqué durant el Miocè superior al subcontinent indi. Se n'han trobat fòssils (dues terceres molars superiors) a l'est del Pakistan. Es tracta de l'única espècie reconeguda del gènere Hemimastodon i de la família dels hemimastodòntids (Hemimastodontidae). Podria ser el tàxon germà o el morfotip ancestral dels elefantoïdeus.